# Dominik Kohr
Dominik Kohr (Trier, 31 januari 1994) is een Duits voetballer die doorgaans als defensieve middenvelder speelt. Hij verruilde Eintracht Frankfurt in juli 2022 voor FSV Mainz, dat hem daarvoor al anderhalf jaar huurde.

## Clubcarrière
Kohr werd op zijn veertiende opgenomen in de jeugdopleiding van Bayer Leverkusen. Hiervoor maakte hij op 21 april 2012 zijn debuut in het eerste elftal. Die dag won hij met zijn ploeggenoten met 1–0 van 1899 Hoffenheim, een wedstrijd in de Bundesliga. Hij viel in voor André Schürrle. Nadat hij anderhalf jaar sporadisch speeltijd kreeg in het eerste elftal, verhuurde Leverkusen Kohr in januari 2014 voor anderhalf seizoen aan FC Augsburg. Hiervoor speelde hij in die periode 34 competitiewedstrijden. In 24 daarvan stond hij in de basisopstelling.
Augsburg nam Kohr in juni 2015 definitief over en gaf hem een contract tot medio 2019. Hij speelde in seizoen 2015/16 bijna alles. Omdat zijn ploeggenoten en hij een jaar eerder op de vijfde plaats waren geëindigd, betrof dat ook zes wedstrijden in de Europa League, tegen Athletic Bilbao, AZ en Liverpool. Hij eindigde in de twee jaar die volgden als twaalfde en dertiende met FC Augsburg.
Bayer Leverkusen maakte in april 2017 gebruik van een terugkoopclausule in Kohrs verbintenis en om hem zo per 1 juli 2017 terug te halen. Hij groeide hier deze keer onder coach Heiko Herrlich wel uit tot volwaardig selectielid. Hij eindigde ook in 2017/18 ook met Bayer Leverkusen als nummer vijf in de Bundesliga. Zelf droeg hij hier in 28 speelronden aan bij, waarvan 18 vanaf de aftrap. Toen Herrlich in januari 2019 werd opgevolgd door Peter Bosz, vervaagden Kohrs speelkansen. Hij mocht in de tweede seizoenshelft alleen nog zes keer invallen.
Kohr verruilde Bayer Leverkusen in juli 2019 voor Eintracht Frankfurt. Hier herhaalde de geschiedenis zich. Na een vergelijkbaar eerste jaar als dat bij Bayer Leverkusen, verdween hij in zijn tweede seizoen uit beeld. Deze keer zonder trainerswissel. Eintracht Frankfurt verhuurde hem in januari 2021 voor een halfjaar aan FSV Mainz. Hij viel een dag na zijn komst meteen in tegen VfL Wolfsburg en begon de rest van het seizoen bijna iedere speelronde in de basis. Zijn huurcontract werd daarna met een jaar verlengd, waarna Kohr in juli 2022 definitief naar Mainz verhuisde.

## Interlandcarrière
Kohr maakte deel uit van alle Duitse nationale jeugdselecties vanaf Duitsland –18. Hij won met Duitsland –21 het EK –21 van 2017. Hij viel tijdens dat toernooi zowel in de halve finale als in de finale in de tweede helft in.

## Erelijst
| Europees kampioen –21 | 1x | 2017 |

1 Rieß ·
2 Mwene ·
3 Jenz ·
4 Barkok ·
5 Leitsch ·
6 Sano ·
7 Lee ·
8 Nebel ·
9 Onisiwo ·
11 Sieb ·
14 Hong ·
16 Bell ·
17 Vidović ·
18 Amiri ·
19 Caci ·
21 Da Costa ·
22 Veratschnig ·
25 Hanche-Olsen ·
27 Zentner ·
29 Burkardt ·
30 Widmer  ·
31 Kohr ·
33 Batz ·
41 Shabani ·
44 Weiper ·
47 Dal ·
Coach: Henriksen
· Assistent-coach: Silberbauer